# Vladimír Malý
Vladimír Malý (* 27. června 1952) je bývalý československý atlet, který se věnoval skoku do výšky. V roce 1974 získal bronzovou medaili na mistrovství Evropy v hale i pod otevřeným nebem. O rok později se stal v polských Katovicích halovým mistrem Evropy.
S atletikou začínal v Kuřimi, později závodil za atletický oddíl Zbrojovka Brno. V roce 1970 skončil pátý na mistrovství Evropy juniorů v Paříži, kde mj. získal zlatou medaili československý výškař Jiří Palkovský. O tři roky později získal na světové letní univerziádě v Moskvě zlatou medaili, když pokořil laťku ve výšce 218 cm. Vladimír Malý je dvojnásobný halový mistr ČSSR z let 1972 (215 cm) a 1973 (220 cm). Na dráze získal titul v roce 1974 (220 cm).

## Osobní rekordy
- skok vysoký (hala) - (2,24 m - 26. února 1975, Praha)
- skok vysoký (dráha) - (2,22 m - 28. června 1974, Praha)